# Балахня
Балахня — деревня в Жигаловском районе Иркутской области России. Входит в состав Тутурского сельского поселения. Находится на правом берегу реки Лена, непосредственно севернее районного центра, посёлка Жигалово. Код ОКАТО — 25206834002.

## Население
| 2002 | 2010 | 2011 | 2012 |
| ---- | ---- | ---- | ---- |
| 15   | ↘1   | →1   | →1   |

По данным Всероссийской переписи в 2010 году в деревне проживала одна женщина.

## Улицы
Уличная сеть деревни состоит из одной улицы (ул. Набережная).